# Brette (rivière)
Pour les articles homonymes, voir Brette (homonymie).
La Brette est un cours d'eau du département du Pas-de-Calais, et un sous-affluent de l'Escaut par la Lys.

## Géographie
Elle prend sa source à Fresnicourt-le-Dolmen, reçoit les eaux du Ruisseau de Caucourt et du Ruisseau d'Hermin avant de rejoindre la Lawe à Houdain après un parcours de 7,3 km.